# Eupoca
Eupoca é um gênero de mariposa pertencente à família Crambidae.